# North Cass (Minnesota)
North Cass es un territorio no organizado ubicado en el condado de Cass en el estado estadounidense de Minnesota. En el Censo de 2010 tenía una población de 264 habitantes y una densidad poblacional de 0,36 personas por km².

## Geografía
North Cass se encuentra ubicado en las coordenadas 47°21′14″N 94°14′31″O / 47.35389, -94.24194. Según la Oficina del Censo de los Estados Unidos, North Cass tiene una superficie total de 726.71 km², de la cual 535.85 km² corresponden a tierra firme y (26.26%) 190.85 km² es agua.

## Demografía
Según el censo de 2010, había 264 personas residiendo en North Cass. La densidad de población era de 0,36 hab./km². De los 264 habitantes, North Cass estaba compuesto por el 36.74% blancos, el 0% eran afroamericanos, el 61.36% eran amerindios, el 0% eran asiáticos, el 0% eran isleños del Pacífico, el 0% eran de otras razas y el 1.89% pertenecían a dos o más razas. Del total de la población el 4.17% eran hispanos o latinos de cualquier raza.